# مارکو روسی (بازیکن فوتبال، زاده ۱۹۶۴)
مارکو روسی (انگلیسی: Marco Rossi؛ زادهٔ ۹ سپتامبر ۱۹۶۴) بازیکن فوتبال اهل ایتالیا است.
از باشگاه‌هایی که در آن بازی کرده‌است می‌توان به باشگاه فوتبال تورینو، باشگاه فوتبال برشا، باشگاه فوتبال پیاچنزا، باشگاه فوتبال سمپدوریا، باشگاه فوتبال آینتراخت فرانکفورت، و باشگاه فوتبال آمریکا اشاره کرد.